# Новоилецкий сельсовет
Новоилецкий сельсовет — упразднённое сельское поселение в Соль-Илецком районе Оренбургской области Российской Федерации.
Административный центр — село Новоилецк.

## История
Статус и границы сельского поселения установлены Законом Оренбургской области от 2 сентября 2004 года № 1424/211-III-ОЗ «О наделении муниципальных образований Оренбургской области статусом муниципального района, городского округа, городского поселения, установлении и изменении границ муниципальных образований»
Упразднено в 2016 году.

## Население
| 2010 | 2012 | 2013 | 2014 | 2015 |
| ---- | ---- | ---- | ---- | ---- |
| 887  | ↘857 | ↘843 | ↘838 | ↘813 |

## Состав сельского поселения
| № | Населённый пункт | Тип населённого пункта       | Население |
| - | ---------------- | ---------------------------- | --------- |
| 1 | Крутые Горки     | посёлок                      | 25        |
| 2 | Новоилецк        | село, административный центр | 862       |
| 3 | Тираж            | разъезд                      | 0         |